# نزدک مرکب

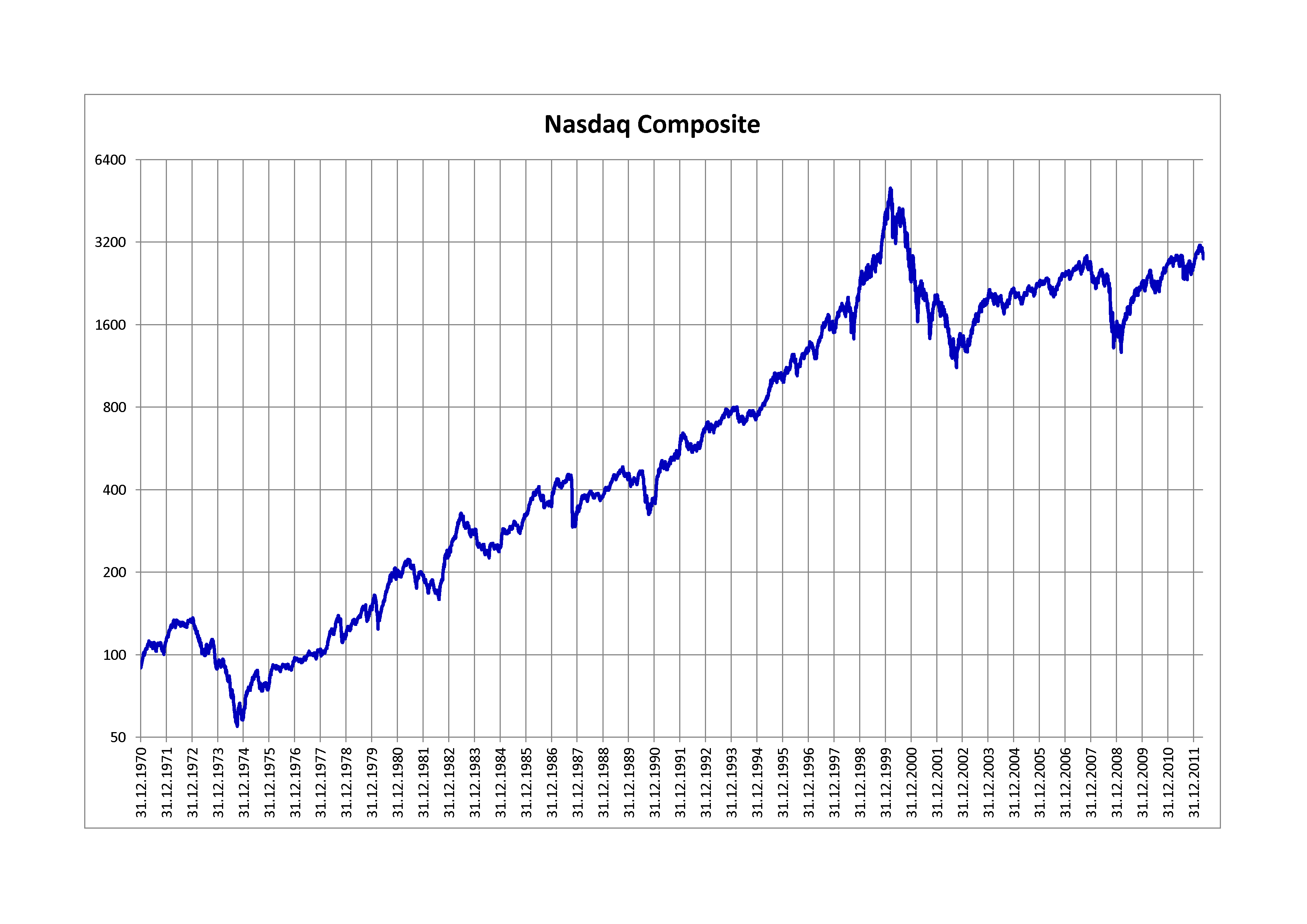

نزدک مرکب یا نزدک کامپوزیت (به انگلیسی: NASDAQ Composite) تأسیس ۱۹۷۱ نام یک شاخص بازار سهام مهم آمریکا است که شامل بیش از ۴۰۰۰ سهام آمریکایی و غیر آمریکایی معامله شده بر روی نزدک می‌شود.